# Dendromunna mirabile
Dendromunna mirabile är en kräftdjursart som beskrevs av Wolff 1962. Dendromunna mirabile ingår i släktet Dendromunna och familjen Dendrotionidae.
Artens utbredningsområde är havet kring Nya Zeeland. Inga underarter finns listade i Catalogue of Life.